# Altenalptürm
Bei den Altenalptürm bilden drei Gipfel-Punkte im Schweizer Kanton Appenzell Innerrhoden einen Grat hoch über dem Seealpsee in der nördlichen Alpstein-Kette.
Von den drei unterscheidbaren Gipfeln sind nur zwei vermessene Punkte, welche auf der Landeskarte kotiert sind. Sie werden Westlicher (2017 m ü. M.), Mittlerer (2032 m ü. M.) und Östlicher (ohne Höhenangabe, etwa 1960 m ü. M.) Gipfel genannt und sind miteinander durch den Grat verbunden.
Die namensgebende Altenalp (mit Alpwirtschaft 1595 m ü. M., wo man auch übernachten kann) liegt östlich der Türme und südlich des Schäflers; sie ist von Juni bis September bewirtschaftet.

## Besonderheit
Hier befindet sich der nördlichste Punkt in der Schweiz, welcher über 2000 m ü. M. liegt.

## Zugang
Der Bergweg vom Schäfler in Richtung Lötzlialpsattel führt südlich direkt unter den Altenalptürmen durch, die früher bei Kletterern beliebten Gipfel selber werden jedoch kaum mehr bestiegen (von Sommer 2009 bis Juni 2010 nur drei Einträge im Gipfelbuch).